# Diltiazem
Diltiazem (łac. diltiazemum) – organiczny związek chemiczny, lek z grupy antagonistów wapnia, pochodna benzotiazepiny, blokujący kanał wapniowy typu L, a przez to zmniejszający niezbędną do skurczu ilość wapnia w komórkach. Jego działanie obejmuje naczynia tętnicze, w najwyższym stopniu wieńcowe, słabiej obwodowe, bardzo słabo żylne. Działanie to zwiększa przepływ wieńcowy i obniża ciśnienie tętnicze, w konsekwencji zmniejszając obciążenie następcze lewej komory, a zatem i zapotrzebowanie serca na tlen. Lek także, działając bezpośrednio na węzeł zatokowy zwalnia czynność serca. Nie ma negatywnego wpływu na metabolizm lipidów i cukrów (w czym wykazuje podobieństwo do innych antagonistów wapnia). Dostępność biologiczna diltiazemu wynosi przy systematycznym podawaniu ok. 90%.
Stosowany jest w leczeniu nadciśnienia tętniczego, migotaniu przedsionków, choroby niedokrwiennej serca (szczególnie anginy Prinzmetala oraz w przypadku współistnienia astmy oskrzelowej).
Poza specjalistycznymi wskazaniami należy unikać łączenia go z lekami β-adrenolitycznymi, jest także przeciwwskazany w hipotonii, zespole WPW, blokach przedsionkowo-komorowych oraz w przypadku karmienia piersią. Najczęstsze działania niepożądane to: odczyny alergiczne, bradykardia, hipotonia, niekiedy przerost dziąseł. Zalecana dawka nie powinna przekraczać 180 mg/dobę. Najpopularniejsze w Polsce preparaty to między innymi: Diltiazem, Dilzem, Oxycardil.
Innym, ale mniej spotykanym, zastosowaniem jest terapia późnych dyskinez u pacjentów psychiatrycznych.